# ده قاضي (كهن أباد)
ده قاضي (بالفارسية: ده قاضی) هي منطقة سكنية تقع في إيران في قسم کهن أباد الريفي.